# 546 (tal)
546 är det naturliga heltal som följer 545 och följs av 547.

## Matematiska egenskaper
- 546 är ett jämnt tal.
- 546 är ett sammansatt tal.
- 546 är ett ymnigt tal.
- 546 är ett Ulamtal.
- 546 är ett palindromtal i det kvarternära talsystemet.
- 546 är ett palindromtal i det Hexadecimala talsystemet.

## Inom vetenskapen
- 546 Herodias, en asteroid.